# Chapelle Saint-Antoine-l'Ermite de Bač
Pour les articles homonymes, voir Chapelle Saint-Antoine et Saint-Antoine.
La chapelle Saint-Antoine-l'Ermite de Bač (en serbe cyrillique : Капела Светог Антона Пустињака у Бачу ; en serbe latin : Kapela Svetog Antona Pustinjaka u Baču) est une chapelle catholique située à Bač, dans la province autonome de Voïvodine et dans le district de Bačka méridionale en Serbie. Elle est inscrite sur la liste des monuments culturels de grande importance de la république de Serbie (identifiant no SK 1192).

## Présentation
La chapelle est située non loin du centre de Bač, sur la route de Mladenovo dans la forêt de Guvnište. Une inscription indique qu'elle a été construite en 1817, à l'emplacement d'un lieu de culte qui pourrait remonter au XVe siècle et, en tout cas, antérieur à 1526.
L'édifice est constitué d'une nef unique prolongée par une abside polygonale ; la sacristie est située le long du mur nord, tandis qu'une petite tour-clocher domine la façade occidentale. Les façades sont renforcées par cinq contreforts, dont deux dans les angles de la façade est. Au-dessus de l'entrée principale, les fenêtres sont conçues dans l'esprit de l'architecture gothique.
À l'intérieur de la chapelle, une galerie a été construite, qui abrite un petit orgue datant de 1864. Au niveau du maître autel se trouve une peinture représentant Saint Antoine l'Ermite qui remonte à 1850.